# Orient Express (film din 2004)
Orient Express este un film românesc din 2004, regizat de Sergiu Nicolaescu. Rolurile principale sunt interpretate de Sergiu Nicolaescu, Maia Morgenstern, Imola Kézdi, Dan Bittman, Gheorghe Dinică, Valentin Teodosiu, Ioana Moldovan și Vlad Zamfirescu.
Filmul este inspirat din romanul Prințul (1944) de Tudor Teodorescu-Braniște și prezintă povestea prințului Andrei Morudzi în două perioade ale vieții sale: între 1911-1916 și în 1935. După ce a risipit averea familiei la Paris și Monte Carlo pe jocuri de noroc și pe femei, Andrei Morudzi s-a retras de lume în castelul strămoșilor de la Moruzeni, unde duce o existență izolată. Puținii săi vizitatori sunt oameni șterși și de nivel inferior: un pădurar grobian, o fostă iubită abandonată, un preot de țară, șeful gării și fiica acestuia, venită de la pension pentru a se mărita. Fata inocentă este sedusă de distincția nobilului și, refuzând perspectiva unei căsătorii aranjate și apoi a unei existențe banale alături de un om pe care nu-l iubea, se sinucide.
Unii autori au considerat că prin intermediul personajului Andrei Morudzi, cineastul și-ar fi definit propriul profil psihologic. Acest film a fost propunerea României la Premiul Oscar pentru cel mai bun film străin în 2005, dar nu a intrat în concurs.

## Rezumat
Filmul începe cu o secvență din 1919, în care tânărul prinț Andrei Morudzi (interpretat de Dan Bittman) călărește de-a lungul căii ferate care traversa moșia sa din Moruzeni, apoi coboară de pe cal și se așază în fața trenului Orient Express ce trecea de la Istanbul la Paris.
Prințul provenea dintr-o familie veche de boieri, de la care moștenise o avere mare. Între anii 1911-1916, Andrei Morudzi a trăit la Monte Carlo și Paris, unde a dus o viață mondenă, jucând la cursele de cai și la cazinou și participând la seratele organizate de lumea bună din capitala Franței. El a iubit mai multe femei, dar singura pe care a iubit-o cu adevărat a fost Isabelle (Ioana Moldovan), o fată modestă, muncitoare într-un atelier. În diminețile de după nopțile pierdute la cazinou, el se întorcea acasă pe faleza mării și o zărea uneori acolo pe Isabelle hrănind porumbeii. Dacă o vedea, prințul considera că ziua era bună, indiferent dacă pierduse la jocurile de noroc. Într-o dimineață pe când se gândea să se sinucidă, el este abordat de Isabelle și cei doi devin amanți.
Fiind o persoană mondenă, prințul o seduce pe Adrienne de Raval (Alina Chivulescu), iubita contelui rus Orkovski (Dan Puric). Nobilul rus se sinucide aflând că Adrienne îi iubea pe prinț. Morudzi continuă să ducă o viață dublă, având relații cu Isabelle și Adrienne. După ce începe Primul Război Mondial, prințul părăsește Parisul, aceasta fiind ultima dată când a văzut-o pe Isabelle Beny (1890-1916). Ea moare în timpul războiului și este prezentată o scenă de mai târziu când prințul îi pune flori pe mormânt.
După ce și-a pierdut toți banii din pricina călătoriilor, a jocurilor de noroc, a femeilor și a numeroaselor petreceri, prințul a plecat de la Paris în 1919 și s-a stabilit la castelul său din Moruzeni. El a trăit în următorii 16 ani în izolare, părăsindu-și rareori moșia și având un singur tovarăș de singurătate, valetul său credincios Costache (Gheorghe Dinică). Din când în când, prințul trimitea trăsura după Carmen (Daniela Nane), o fostă balerină la un cabaret din București și actuală proprietară a unui atelier de croitorie.
A doua etapă a filmului începe în anul 1935. Prințul bătrân (interpretat de Sergiu Nicolaescu) invită la masă în castelul său câțiva localnici vecini cu care menținea unele relații: pădurarul Vasile Gărdescu (Valentin Teodosiu), rămas și el necăsătorit din cauza caracterului meschin și al duplicității femeilor, preotul Anton (Cristian Șofron) și preoteasa (Diana Dumbravă), șeful de gară Take Criveanu (Florin Zamfirescu), însoțit de soția (Marina Procopie) și de fiica sa, Ana (Imola Kézdi), abia sosită de la un pension din București. Andrei Morudzi discută cu Ana, căreia îi povestește de familia sa și îi mărturisește că se simte un fel de ratat. Înaintașii săi făcuseră avere, războaie și copii, în timp ce el simțea că nu făcuse nimic deosebit în viață. Fiind întrebat unde s-a simțit cel mai fericit, prințul răspunde că probabil pe drum între Moruzeni și Paris. El își aduce aminte de chipul lui Isabelle, despre care afirmă că este probabil singura femeie pe care a iubit-o vreodată cu adevărat.
Invitată de Morudzi, Ana vizitează castelul, împrumutând cărți din biblioteca prințului. Ea se îndrăgostește de el, dar prințul nu îi încurajează sentimentele, purtându-se rece și considerând-o un copil. Ana este logodită cu Bob (Vlad Zamfirescu), nepotul baroanei Amalia Frunzetti (Maia Morgenstern), care obținuse recent titlul de doctor în drept. Amalia este văduvă de 10 ani și speră ca prințul să o ceară în căsătorie.
Prințul participă la un ceai în casa Amaliei Frunzetti, având un schimb de replici cu Bob. Tânărul se dovedește a fi un adversar al distincției nobiliare și un iubitor al naturaleții, considerându-l pe prinț și castelul său ca un „sanctuar al unei lumi dispărute”. Reîntors la castelul său, prințul are o discuție cu alter ego-ul său tânăr, care-i reproșează că duce o viață searbădă și-i cere să vândă tot și să plece la Paris. Prințul bătrân afirmă că îi este frică, iar alter ego-ul tânăr spune că el nu s-a lăsat învins niciodată și lui nu i-a fost frică decât de sărăcie și de bătrânețe.
La următoarea cină care are loc la Moruzeni și la care participă în plus Amalia și Bob, plus Carmen, amanta bătrânului, prințul are o discuție încordată cu Bob. Tânărul îi reproșează că trăiește în afara realității într-o țară în care totul este prăfuit, la care prințul afirmă că el preferă să trăiască pe culmi, în izolare, decât să se coboare la nivelul lumii vulgare, față de care manifestă un „olimpian dispreț”. Pădurarul Vasile Gărdescu îi reproșează lui Morudzi că își umilește vecinii, invitându-i la masă, deși aceștia nu se ridică la nivelul său. Gărdescu îl consideră pe prinț inuman pentru că refuză să coboare printre oameni și să ducă o viață simplă. Morudzi îi răspunde că el și-a construit viața cu bani, iar acum, nemaivând bani, nu mai are pe ce-și clădi viața.
Rămas singur în castel, bătrânul prinț se plânge alter ego-ului său tânăr că este apăsat de tristețe și că vede prin fața ochilor săi fantasmele trecutului. Tânărul îi reproșează că viața lui a devenit stearpă, că este ca un mort, iar singura lui scăpare este să profite de viață.
Întristat, prințul refuză în următoarele 10 zile să mai primească musafiri. Gărdescu îi spune că Ana îl iubește și vrea să-i vorbească. Fata îi spune că nu se poate căsători cu Bob (căsătoria era aranjată de familie) și i se oferă, dar Morudzi o refuză spunând că el este la capăt de drum, pe când Ana are toată viața în față. Prințul refuză propunerea Amaliei de a merge amândoi să trăiască la Paris și este văzut vizitând mausoleul familiei și propriul mormânt în care are trecuți ca ani de viață 1870-1919, deducându-se de aici că viața sa s-a terminat atunci când a părăsit Parisul.
Întoarsă acasă, Ana se sinucide cu pistolul lui Bob, iar localnicii îl consideră vinovat moral pe Andrei Morudzi. În final, prințul îi cere lui Costache să dea foc castelului și el se duce călare la calea ferată și se așază în fața trenului, ca în scena de la început. Este prezentată apoi o secvență în care prințul urcă în trenul Orient Express și întinerește brusc, fiind întâmpinat de Costache, Isabelle, Adrienne și Ana.

## Distribuție
- Sergiu Nicolaescu — prințul Andrei Morudzi, originar dintr-o familie veche de boieri
- Maia Morgenstern — Amalia Frunzetti, baroană văduvă
- Imola Kézdi — Ana Criveanu, fiica șefului de gară, abia sosită de la un pension din București (menționată Imola Kezdi)
- Dan Bittman — prințul Andrei Morudzi tânăr
- Gheorghe Dinică — Costache, valetul credincios al prințului Morudzi
- Valentin Teodosiu — Vasile Gărdescu, pădurarul din Moruzeni
- Ioana Moldovan — Isabelle Beny, o fată modestă, muncitoare într-un atelier, care devine amanta prințului Morudzi
- Vlad Zamfirescu — Bob, doctor în drept, nepotul baroanei Amalia Frunzetti și logodnicul Anei Criveanu
- Dan Puric — contele Orkovski, un nobil rus care trăia în Franța
- Marina Procopie — Elena Criveanu, soția șefului de gară
- Florin Zamfirescu — Take Criveanu, șeful de gară din Moruzeni
- Daniela Nane — Carmen Ionescu, o fostă balerină la un cabaret din București și actuală proprietară a unui atelier de croitorie
- Alina Chivulescu — Adrienne de Raval, iubita contelui rus Orkovski
- Cristian Șofron — Anton, preotul din Moruzeni
- Diana Dumbravă — preoteasa

## Producție
Scenariul filmului a fost inspirat din romanul Prințul (1944) de Tudor Teodorescu-Braniște. Proiectul filmului Orient Express a fost selecționat pentru finanțare în urma unui concurs organizat în februarie-aprilie 2003 de către Centrul Național al Cinematografiei. Sunt înscriși pe generic ca parteneri BRD - Groupe Société Générale, Flanco, Air France, Ultramarin Travel, Internet Workers și Casa Vernescu.
Castelul Sturdza de la Miclăușeni a servit ca decor pentru Castelul de la Moruzeni. Unele scene de interior au fost filmate la Muzeul Național Cotroceni, Casa Oamenilor de Știință și Muzeul Militar Național. Scenele de la Monte Carlo au fost filmate pe faleza de la Constanța.
La începutul filmului, se aduc mulțumiri pentru sprijinul acordat Mitropoliei Moldovei, Muzeului Național Cotroceni, Casei Oamenilor de Știință, Muzeului Militar Național, S.C. Agexicom S.R.L., domnului Miron Mitrea, ministrul transporturilor, C.N.C.F.R. S.A. Sucursala București și domnului Oliviu Gherman, ambasadorul României în Franța.
Sergiu Nicolaescu a considerat acest film ca fiind un film de artă care a beneficiat de succes de public.

## Recepție

### Lansare
Filmul a avut premiera la 24 septembrie 2004, la Cinematograful Patria. La premieră au participat în afară de regizor și actori (în afară de Dan Bittman), patriarhul Teoctist Arăpașu al Bisericii Ortodoxe Romane, politologul Silviu Brucan, ambasadori, senatori, precum și vedete de televiziune.
Filmul Orient Express a fost vizionat de 51.719 de spectatori la cinematografele din România, după cum atestă o situație a numărului de spectatori înregistrat de filmele românești de la data premierei și până la data de 31.12.2007 alcătuită de Centrul Național al Cinematografiei. El a fost cel mai vizionat film românesc din anul 2004, pe locurile 2 și 3 clasându-se Italiencele al lui Napoleon Helmis (cu 9.717 spectatori) și Milionari de week-end al lui Cătălin Saizescu (cu 9.250 spectatori).

### Nominalizări la premii
Orient Express a fost desemnat drept nominalizarea României la preselecția pentru Premiul Oscar, la categoria „cel mai bun film străin” (2005). Concursul a fost organizat de Centrul Național al Cinematografiei, iar la această selecție au participat cinci uniuni și asociații de creatori și profesioniști printre care Uniunea Cineaștilor, UARF, UPFAR (Uniunea Producătorilor) și Asociația Cineaștilor. Printr-un comunicat din 11 octombrie 2004, Asociația Cineaștilor din România (printre fondatorii căreia figurau Cristian Mungiu, Tudor Giurgiu, Radu Muntean, Hanno Hofer, Valentin Hotea ș.a.) a protestat față de această alegere, considerând că filmul nu avea nici un fel de performanțe internaționale, iar asociațiile de cineaști care l-au votat au dat dovadă de slugărnicie și de imoralitate.
Regizorul Sergiu Nicolaescu a afirmat că această contestare oficială a făcut un deserviciu filmului și implicit cinematografiei românești. Filmul a fost criticat că nu avea performanțe, deși fusese lansat de abia două săptămâni și nu avusese timp pentru a fi prezentat la festivalurile internaționale. Orient Express nu a trecut de preselecția oficială pentru Premiile Oscar.
Filmul a fost selectat pentru a participa la festivalurile internaționale de film de la Haifa, Bratislava și Ottawa (2005), la Festival Dos Cinemas Do Mediterraneo de la Faro (2006) și la festivalurile de la Sofia și Varna (2007), fără a câștiga vreun premiu.

### Aprecieri critice
Recenziile făcute de critici au fost amestecate, în majoritate negative. Deși au apreciat calitatea tehnică a filmului, criticii s-au arătat nemulțumiți că regizorul a monopolizat cinematograful românesc, că producțiile sale cinematografice au fost admise la finanțare de Centrul Național al Cinematografiei, că a dorit să-și promoveze propria persoană, modificând textul pentru a-și impune propriile idei de viață etc. Unii critici l-au considerat „mediocru și vetust”.
Criticul Tudor Caranfil a dat filmului o stea din cinci și a considerat filmul ca o operă a unui „meseriaș epuizat, care se îndărătnicește să creadă în chemarea sa, la o vârstă când tot ceea ce mai poate da e numai telenovelă și kitsch”. El a comentat cu aciditate acest film astfel: „Sursa inspirației a fost un roman ros de molii al lui Tudor Teodorescu-Braniște, Prințul, apărut în 1946. Subiectul desuet, de melodramă din anii '30, reflectă nevoia cineastului, ajuns la senectute, de a zăbovi în meditație. Ca și aristocratul care, după ce și-a tocat averea, a pierdut favoarea socială, cineastul și-a cam irosit și el creditul și publicul, pe care nu-l mai regăsește în săli de proiecție, ci pe la televiziuni și prin parlament. Ba mai mult, chiar, mai are în comun și viziunea, balansul între prezent și amintire (din care provine inspirata temă vizuală a Orient-Expressului) și întrebarea vicleană care, inevitabil, se insinuează în cele mai neașteptate momente ale zilei punând trecutul neîncetat sub semnul întrebării: «Am făcut bine? Rău am făcut?»… E tot ce merită consemnat din acest produs al unui meseriaș epuizat, care se îndărătnicește să creadă în chemarea sa, la o vârstă la care tot ceea ce mai poate da e numai telenovelă și kitsch. Doar pentru cei care urmăresc aventura biografiei cinematografice a lui S. Nicolaescu poate fi mai mult: o reflecție dureroasă și melancolică.”
Într-un articol publicat în Dilema, tânărul critic Andrei Gorzo a remarcat că Sergiu Nicolaescu a modificat sensul romanului Prințul de Tudor Teodorescu-Braniște, transformând conacul dărăpănat din carte într-un castel solid și schimbând numele prințului din Munteanu în Morudzi. Prințul este în carte „un ticălos fără inimă căruia i-a plăcut să trăiască bine, dar nu i-a plăcut niciodată viața, pe care acum, când nu mai e nimic viu în el, continuă s-o distrugă pe unde o vede”. Gorzo îl critică pe Nicolaescu că l-a transformat pe prinț într-un model, o victimă a timpurilor moderne, făcând „o orgie a iubirii tale de tine însuți” și înconjurând personajul principal de „un harem”.
Alți critici (Iulia Blaga și Laurențiu Brătan) au afirmat că Nicolaescu a vrut să facă un film în stilul filmului Ghepardul al lui Luchino Visconti, dar că nu a reușit din cauza faptului că nu s-ar putea ridica la culmea atinsă de Visconti, neavând „știința și talentul să surprindă inefabilul șarm al aristocrației apuse”. Actorii au fost criticați că au jucat slab, având roluri imobile și lipsite de reacții, iar filmul Orient Express a fost catalogat ca fiind „un film rușinos, care a înghițit o groază de bani din bugetul statului (...) un nou film cu care senatorul va continua ceea ce a început acum mulți ani: asasinarea a ceea ce mai rămăsese din cinematografia română”.
Într-un articol publicat un an mai târziu în Revista 22, Laurențiu Brătan a criticat dur filmul, considerând că filmele regizate de Sergiu Nicolaescu în ultimul timp sunt catastrofe ale unui regizor megaloman. Orient Express este catalogat ca fiind „o catastrofă de la cap la coadă, cu o discrepanță uriașă între intenții (aristocratic-rafinat-viscontiene) și realizări (replici ridicole, interpretări rușinoase, muzică înfiorătoare, scenariu lacrimogen-penibil)”. Jurnalistul afirmă că regizorul a reușit să compromită cariera actriței Maia Morgenstern, oferindu-i roluri atât de jalnice „încât Nicolaescu ar trebui să fie dat în judecată pentru crimă artistică într-o (iluzorie) justiție a artei”.